# Lamentação de Cristo (Bouts)
Lamentação de Cristo é uma pintura de painel dos Países Baixos feita entre 1455 e 1460 pelo pintor flamengo Dirk Bouts da [[Lamentação de Cristo. O quadro foi legado ao Museu do Louvre por Constant Mongé-Misbach em 1871, quando foi atribuído erroneamente a Rogier van der Weyden. Permanece no acervo do Louvre.